# Anna Elliotová
Anna Elliotová (anglicky Persuasion) je román od anglické spisovatelky Jane Austenové, poprvé vydaný po smrti autorky v roce 1818 s přispěním jejího bratra Henryho. Je posledním autorčiným románem.
Byl také vydán pod názvem Pýcha a přemlouvání.

## Děj
Hrdinkou tohoto románu je Anna, prostřední ze tří dcer ovdovělého a zchudlého baroneta, sira Waltera Elliota. Anně je 27 let a zdá se, že nemá žádné vyhlídky na sňatek, přestože oplývá mnoha charakterovými přednostmi – je milá, mírné povahy, citlivá, rozumná a oduševnělá. Před sedmi lety byla krátce zasnoubena s mladým nemajetným kapitánem Wentworthem, setkala se ale s tak odmítavým stanoviskem svého otce, starší sestry a dokonce i své mentorky, rodinné přítelkyně lady Russellové, že zasnoubení zrušila. Protože ho však nepřestala milovat, trápí se.
Poté, co Annin otec upadne do dluhů, je nucen pronajmout své sídlo Kellynch. Nájemcem se stane admirál Croft, jehož manželka je shodou okolností sestra kapitána Wentwortha. Ten mezitím na námořních výpravách zbohatl a nyní má znovu v úmyslu se oženit. Na Annu sice nezapomněl, nedokáže jí ale odpustit to, co považuje za křivdu a odsouzeníhodnou slabost povahy.
V době, kdy kapitán Wentworth přijíždí na návštěvu k své sestře na Kellynch, pobývá Anna na blízkém statku Uppercross u své mladší provdané sestry paní Musgrovové. Protože manželé Croftovi a Musgrovova rodina pěstují přátelské styky, zavítá kapitán Wentworth i na Uppercross a je zde vřele přijímán. O dávném zasnoubení tady nikdo neví. Nikdo se tedy nediví tomu, že kapitán Wentworth a Anna se k sobě chovají jako dva cizinci, kteří si navzájem prokazují jen chladné zdvořilosti. O kapitánovu pozornost naopak soutěží dvě mladší sestry pana Musgrova, Louisa a Henrietta, a jemu jejich zájem očividně lichotí. Anna to může jen pozorovat a mlčky trpět.

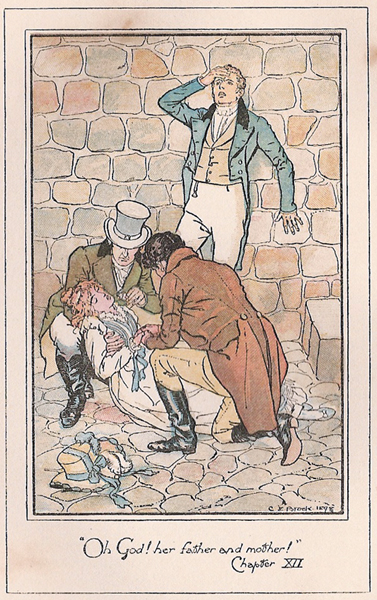
Luisina nehoda na nábřeží v Lyme, ilustrace od C.E.Brocka

Celá společnost se rozhodne pro dvoudenní návštěvu městečka Lyme, kde pobývá přítel kapitána Wentwortha, kapitán Harvill. Návštěva probíhá příjemně, druhý den ráno se ale na procházce po pobřeží stane neštěstí – Louisa špatně seskočí z příkrých schodů na kamenné nábřeží, udeří se do hlavy a ztratí vědomí. V nastalé panice a zděšení je to jediná Anna, která si dokáže zachovat chladnokrevnost a rozvahu, a radit ostatním, co mají dělat. Louisa skončí v péči u Harvillových a trvá dlouhé týdny, než se uzdraví natolik, aby se mohla vrátit k rodině. Anna mezitím odjíždí za svým otcem, který se s její nejstarší sestrou Elizabeth a její společnicí paní Clayovou usídlil v Bathu.
V otcově domě je Anna představena svému bratranci panu Elliotovi, který je dědicem jejich panství, a dostává se jí od něj lichotivé pozornosti. Obnoví také přátelství se svou dávnou známou, paní Smithovou. Tu mezitím, co se neviděly, postihla mnohá neštěstí – ovdověla, zchudla a onemocněla, a Anna ji i přes nesouhlas své rodiny často navštěvuje a utěšuje. Annin otec a sestra dávají mezitím přednost svým snobským stykům, usilují zejména o navázání známosti se svou příbuznou vikomtesou Dalrymplovou a její dcerou. Zároveň si vůbec nejsou vědomi toho, že se v jejich přítomnosti odehrávají intriky – paní Clayová usiluje o to, aby se vlichotila do přízně sira Waltera a vzala si ho, a pan Elliot se jí v tom snaží zabránit. Domnívá se, že pokud by se stal zetěm sira Waltera, mohl by paní Clayovou lépe ohlídat. Lady Russelová si všímá zájmu pana Elliota o Annu a domnívá se, že ji už brzo požádá o ruku. Je tím nadšena a radí jí, aby tuto nabídku přijala. Ale Anna, přestože si mínění své nejlepší přítelkyně stále velmi váží, je nyní odhodlána řídit se podle vlastního úsudku.

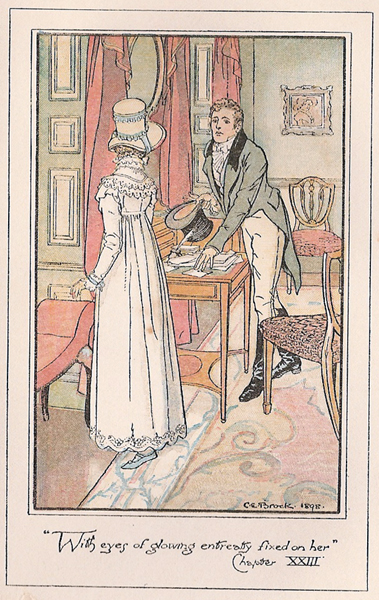
Kapitán Wentworth nabízí Anně svůj dopis, ilustrace od C.E.Brocka

Do Bathu nakonec přijíždí i kapitán Wentworth, který se, jak se zdá, změnil. Jeho krátké okouzlení slečnami Musgrovovými vyprchalo a nyní už stojí o setkání s Annou. Zjišťuje však, že se o ni uchází pan Elliot a to ho velmi znejistí. Anna se mezitím dozví od paní Smithové nepěkné věci o minulosti a charakteru pana Elliota. Kapitán Wentworth se nakonec odhodlá a podstrčí Anně dopis, ve kterém se jí znovu vyznává. Ukřivděnost ho už opustila a on zjistil, že ji stále miluje. I Annin otec nakonec ustoupí, protože uzná, že nyní je už kapitán Wentworth úspěšným mužem. Přešťastná Anna si ho tedy může konečně vzít.

## Postavy
- Anna Elliotová, prostřední dcera baroneta Waltera Elliota, jemná, milá, kultivovaná a nesobecká dívka, která se před lety dala přemluvit, aby zrušila své zasnoubení s kapitánem Wentworthem. Stále ho však miluje.
- sir Walter Elliot, její ovdovělý otec, domýšlivý, snobský a pošetilý baronet. Má tři dcery, miluje však jen tu nejstarší. Po smrti své manželky nedokáže vyjít s penězi a upadne do dluhů.
- Frederik Wentworth, námořní kapitán, dříve zasnoubený s Annou, po zrušení zasnoubení odjel a strávil několik let na námořních výpravách. Nyní se vrací bohatý a rozhodnutý se oženit.
- lady Russelová, bývalá nejlepší přítelkyně zesnulé manželky sira Elliota a rodinná přítelkyně a rádkyně. Ze všech tří dcer nejvíce miluje Annu a snaží se jí nahradit matku.
- slečna Elizabeth Elliotová, nejstarší ze sester Elliotových, velmi se podobá otci. K Anně se chová přezíravě a odměřeně.
- Mary Musgrovová, dříve Elliotová, nejmladší ze sester. Je nerozumná a hypochondrická, ale Annu má ráda.
- Charles Musgrove, její manžel
- Henrietta Musgrovová, jeho mladší sestra
- Louisa Musgrovová, jeho druhá mladší sestra
- pan Elliot, příbuzný a dědic sira Waltera Elliota. Působí na všechny neobyčejně příjemným dojmem a usiluje o co nejužší sblížení s rodinou. Svou skutečnou povahu a úmysly dokáže dokonale skrývat.
- paní Clayová, rozvedená společnice slečny Elliotové, umí se vlichotit a nenápadně se snaží okouzlit sira Waltera.
- admirál Croft s manželkou, nájemci panství sira Waltera
- kapitán Harvill s manželkou, přítel kapitána Wentwortha, usídlený v Lyme
- kapitán Benvick, další přítel kapitána Wentwortha, bydlí společně s Harvillovými
- lady vikomtesa Dalrymplová, sestřenice sira Waltera
- paní Smithová, Annina přítelkyně z mládí, která se kdysi znala i s panem Elliotem

## Filmové adaptace
- Vyznání Anny Elliotové britské romantické drama z roku 2007, v hlavních rolích Sally Hawkins a Rupert Penry-Jones
- Persuasion britsko francouzský romantický film z roku 1995, v hlavních rolích Amanda Root a Ciarán Hinds
- Persuasion – TV seriál z roku 1971, v hlavních Judith Barker a Bryan Marshall

## Zajímavosti
Film Vyznání Anny Elliotové vychází z původní neupravené verze románu. V původní verzi se Anna setkává s kapitánem, je jí gratulováno k blížícímu se zasnoubení s panem Elliotem. Manželé Croftovi jí nabízejí, že se přestěhují z rodinného sídla Elliotů. Jane Austenová své dílo podrobila sebekritice a rozhodla se přepracovat závěr příběhu. Předchozí scénu nahradila všemi dobře známou scénou z hostince, kde Anna vyčkává příchodu své sestry Mary a slečny Musgrové ve společnosti paní Croftové a paní Musgrové, které si povídají o zasnoubení obou slečen Musgrových. Po zásadním rozhovoru s kapitánem Harvillem jí kapitán Wentworth podstrčí tajný dopis ve kterém se přiznává ke svým citům.